# Antoine Hervé
Pour les articles homonymes, voir Hervé.
Antoine Hervé, né le 20 janvier 1959 à Paris, est un compositeur, pianiste et claviériste de jazz français.
Hervé étudie au Conservatoire national supérieur de musique et de danse de Paris le piano avec Pierre Sancan, l'orchestration avec Marius Constant et la composition avec Daniel-Lesur, Henri Challan, Jean-Claude Raynaud et Claude Ballif. En 1985, il obtient le prix Django-Reinhardt de l'Académie du Jazz, et, de 1987 à 1989 il dirige l'Orchestre national de jazz (ONJ). À l'occasion d'un concert, lors d'une tournée avec cet orchestre, il rencontre Gil Evans et Quincy Jones.
Il se produit régulièrement en public notamment lors de concerts commentés (« La Leçon de jazz ») rappelant l'historique et les techniques utilisées par les plus grands jazzmen comme Keith Jarrett, Oscar Peterson, Antônio Carlos Jobim, Dave Brubeck, Chick Corea.
Il a composé des musiques de films.

## Discographie

### En tant que leader ou co-leader
- 1984 : Trio, avec Michel Benita (b) et Peter Gritz (d)
- 1982 : Horizons (duo piano/vibraphone avec Andy Emler)
- 1989 : Sari & Seeri, avec Daniel Humair, François et Louis Moutin
- 1995 : Fluide avec François et Louis Moutin
- 1997 : Instantanés
- 1990 : Tutti, Ensembles, avec André Ceccarelli, Marc Ducret, Michel Benita, Andy Emler, Denis Leloup, François Chassagnite, Bobby Rangel, et Les Étoiles.
- 1999 : Summertime
- 2001 : Light & Shade, avec Linda Pettersson (chant) et Ewan Svensson (guitare)
- 2003 : Inside
- 2005 : Just Live To Tell The Tale, invité par Ewan Svensson, avec Yasuhito Mori et Magnus Gran.
- 2006 : Road Movie
- 2009 : Mozart, la Nuit, avec Karine Serafin (soprano), Markus Stockhausen (tp), Didier Lockwood (v), François Moutin et Michel Benita (b), Louis Moutin et Jeff Boudreaux (d), Arnaud Frank (perc), Les Chœurs de Versailles.
- 2010 : Instantanés (enregistré en 1997)
- 2010 : I Mean You (enregistré en 1997)
- 2011 : Double Messieurs (disque d'improvisations en duo avec Jean-François Zygel)
- 2012 : PMT QuarKtet (Pierre et Marie Turie)
- 2014 : Complètement Stones, hommage aux Rolling Stones.

### CycleLa leçon de jazz
- 2012 : La leçon de jazz - Keith Jarrett
- 2012 : La leçon de jazz - Wayne Shorter
- 2012 : La leçon de jazz - Oscar Peterson
- 2013 : La leçon de jazz - Dave Brubeck
- 2013 : La leçon de jazz - Bill Evans
- 2014 : La leçon de jazz - Thelonious Monk

### Avec l'ONJ
- 1987 : ONJ 87
- 1989 : African Dream